# آن چیجین
آن چیجین (انگلیسی: Ann Chiejine؛ زادهٔ ۲ فوریهٔ ۱۹۷۴) بازیکن فوتبال اهل نیجریه است.
وی همچنین در تیم ملی فوتبال زنان نیجریه بازی کرده‌است.